# El retorno de Walpurgis
El retorno de Walpurgis es una película coproducción española-mexicana de terror de 1973 dirigida por Carlos Aured. Es la séptima de una serie sobre el hombre lobo Waldemar Daninsky, interpretado consecutivamente por Paul Naschy.

## Argumento
El film se inicia en la Edad Media, donde un antecesor de Waldemar Daninsky, Irineus Daninsky, combate las brujerías de la condesa Bathory -en esta entrega de la serie ella no devendrá en mujer vampiro- y la condena a la hoguera, no sin que antes ésta lo maldiga proclamando que el castigo llegará "cuando uno de los tuyos derrame la sangre de un primogénito de mis descendientes, las desgracias más terribles se abatirán sobre los que lleven tu apellido maldito".
La acción pasa al siglo XIX, cuando Waldemar sufrirá las consecuencias de los actos de su antecesor, pero no en forma de maldición, sino más bien de venganza perpetrada por medio de un hechizo. Durante una cacería, Waldemar abate un lobo, que resulta ser un gitano de la estirpe de los Bathory; la cabeza de familia del último ordenará a una de sus hijas que seduzca a Daninsky y que lo marque con una mandíbula de lobo, que regará con su propia sangre. De este modo Daninsky adquiere la marca del hombre lobo y la maldición del licántropo, una vez acontecida la Noche de Walpurgis.